# تپه احمدآباد ۳
تپه احمدآباد ۳ در شهرستان قزوین، روستای احمدآباد واقع شده و این اثر در تاریخ ۲۵ اسفند ۱۳۷۹ با شمارهٔ ثبت ۳۲۹۸ به‌عنوان یکی از آثار ملی ایران به ثبت رسیده است.